# Pacto de Autarcas
O Pacto de Autarcas  é o principal movimento europeu que envolve autarquias locais e regionais voluntariamente empenhadas no aumento da eficiência energética e na utilização de fontes de energias renováveis nos respectivos territórios. Através do seu compromisso, os Signatários pretendem atingir e ultrapassar o objectivo da União Europeia de redução de CO2 em 20% até 2020.
Após a adopção, em 2008, do Pacote Clima e Energia da União Europeia, a Comissão Europeia lançou o Pacto de Autarcas para fomentar e apoiar os esforços das autarquias locais na implementação de políticas de energia sustentável.
Pelas suas características singulares – sendo o único movimento desta natureza a mobilizar os actores locais e regionais no cumprimento dos objectivos da União Europeia – o Pacto de Autarcas tem sido considerado, pelas instituições da União Europeia, como um modelo excepcional de governação de vários níveis.

## Signatários do Pacto de Autarcas
As autarquias locais europeias de todas as dimensões – desde pequenas vilas até capitais e grandes áreas metropolitanas – podem subscrever o Pacto de Autarcas.
As grandes e pequenas cidades e outras áreas urbanas têm um papel crucial na mitigação das alterações climáticas, na medida em que consomem três quartos da energia produzida na União Europeia e são responsáveis por uma parcela similar de emissão de CO2. As autarquias locais estão também numa posição ideal para alterar os comportamentos dos cidadãos e abordar as questões climáticas e energéticas de forma global, nomeadamente ao conciliar os interesses públicos e privados e ao integrar as matérias relacionadas com energias sustentáveis nos objectivos globais de desenvolvimento local.
Juntando-se ao Pacto de Autarcas representa uma oportunidade para as autarquias locais de redobrarem os esforços para a redução de emissões de CO2 nos seus territórios, beneficiando do apoio europeu e do reconhecimento e troca de experiências com os seus homólogos europeus.

## Compromissos formais
O âmbito do Pacto de Autarcas é muito mais do que uma mera declaração de intenções. De facto, para atingir as ambiciosas metas de redução de CO2 que definiram para si próprios, os Signatários comprometeram-se com uma série de passos e aceitaram informar e ser monitorizados nas suas acções. Dentro de prazos pré-determinados, assumem o compromisso formal de:
- Desenvolver estruturas administrativas adequadas, incluindo a afectação de recursos humanos para levar a cabo as acções necessárias;
- Preparar um Inventário de Referência das Emissões;
- Enviar um Plano de Acção para as Energias Sustentáveis, no prazo de um ano após a adesão oficial ao Pacto de Autarcas, incluindo medidas concretas de redução de emissões de CO2 em 20%, até 2020.
- Enviar um relatório de implementação, no mínimo de dois em dois anos após a submissão do Plano de Acção para as Energias Sustentáveis, para efeitos de avaliação, monitorização e verificação.

Para honrar o compromisso de mobilização das partes interessadas locais no desenvolvimento dos Planos de Acção para as Energias Sustentáveis, os Signatários devem também:
- Partilhar experiências e conhecimentos com as outras autarquias locais;
- Organizar Dias da Energia a nível local, para aumentar a consciencialização dos cidadãos sobre o desenvolvimento sustentável e eficiência energética;
- Participar ou contribuir para a organização da cerimónia anual do Pacto de Autarcas, de workshops temáticos e de reuniões de grupos de discussão;
- Divulgar a mensagem do Pacto nos fóruns apropriados e, em particular, encorajar outros presidentes de autarquias a aderir ao Pacto.

## Planos de Acção para as Energias Sustentáveis
Para atingir e ultrapassar os objectivos ambiciosos da União Europeia no que diz respeito ao clima e à energia, os Signatários do Pacto de Autarcas comprometem-se a desenvolver um Plano de Acção para as Energias Sustentáveis (PAES), no prazo de um ano após a sua adesão à iniciativa. Este plano de acção, aprovado pelo conselho municipal, resume as actividades e medidas previstas pelos Signatários, com os correspondentes prazos e responsabilidades atribuídas.
Existem vários elementos técnicos e metodológicos de suporte (incluindo o modelo e “Guia do PAES”, relatórios sobre metodologias e ferramentas existentes) que oferecem orientação prática e recomendações claras sobre todo o processo de desenvolvimento do PAES. Baseado nas experiências das autarquias locais e desenvolvido em estreita cooperação com o Joint Research Centre da Comissão Europeia, o pacote de apoio fornece aos Signatários do Pacto princípios-chave e uma abordagem passo-a-passo clara. O download de todos os documentos pode ser feito na biblioteca do sítio Web em www.eumayors.eu

## Coordenação e apoio

### Coordenadores e Promotores do Pacto
Os Signatários do Pacto nem sempre têm as ferramentas e os recursos adequados para preparar um Inventário de Referência das Emissões, o respectivo Plano de Acção para as Energias Sustentáveis e financiar as acções nele descritas. Neste contexto, as províncias, regiões, redes e agrupamentos de municípios têm um papel crucial na ajuda aos Signatários para que estes honrem os seus compromissos.
Os Coordenadores do Pacto são autoridades públicas de diferentes níveis governamentais (nacional, regional, provincial) que fornecem orientação estratégica aos Signatários, assim como apoio financeiro e técnico no desenvolvimento e implementação dos Planos de Acção para as Energias Sustentáveis. A Comissão faz a distinção entre “Coordenadores Territoriais” que são autoridades sub-nacionais descentralizadas (incluindo províncias, regiões e agrupamentos públicos de municípios), e “Coordenadores Nacionais” que incluem entidades públicas nacionais – tais como agências de energia nacionais e ministérios da energia.
Os Promotores do Pacto são redes e associações europeias, nacionais e regionais de autarquias locais, que aumentam a sua capacidade de influência, comunicação e funcionamento em rede, de forma a promover a iniciativa do Pacto de Autarcas e apoiar os compromissos dos seus Signatários.

### Secretariado do Pacto de Autarcas
A assistência técnica, administrativa e de promoção é disponibilizada diariamente aos Signatários e partes interessadas do Pacto pelo Secretariado do Pacto de Autarcas (CoMO), o qual é gerido por um consórcio de redes de autoridades locais e regionais, lideradas pela Energy Cities e composta pela Climate Alliance, CEMR, Eurocities e FEDARENE. Este Secretariado é subsidiado pela Comissão Europeia e é responsável pela coordenação de toda a iniciativa.

### Instituições da União Europeia
Para apoiar a elaboração e a implementação dos Planos de Acção para as Energias Sustentáveis dos Signatários, a Comissão Europeia contribuiu para o desenvolvimento de mecanismos financeiros, particularmente dirigidos aos Signatários do Pacto de Autarcas, entre os quais o ELENA – European Local Energy Assistance (Assistência Europeia à Energia Local), criado em cooperação com o Banco Europeu de Investimento, para projectos de larga escala e o ELENA-KfW que, criado em parceria com o Grupo Alemão KfW, oferece uma abordagem complementar para mobilizar investimentos sustentáveis de pequenos e médios municípios.
Para além da Comissão Europeia, o Pacto recebe o apoio institucional total, incluindo o do Comité das Regiões, que apoiou a iniciativa desde o início, o do Parlamento Europeu, onde tiveram lugar as duas primeiras cerimónias de assinatura, e o do Banco Europeu de Investimento, que ajuda as autarquias locais a desbloquear os seus potenciais de investimento.

### Joint Research Centre
O Joint Research Centre da Comissão Europeia é responsável pela prestação de apoio técnico e científico à iniciativa. Funciona em estreita cooperação com o Secretariado do Pacto de Autarcas, para fornecer orientações e modelos técnicos claros de ajuda aos Signatários no cumprimento dos seus compromissos, assim como para monitorizar a implementação e os resultados.

## Hiperligações externas
1. Covenant of Mayors official Website
2. Directorate-General for Energy
3. Joint Research Centre
4. Energy Cities
5. Climate Alliance
6. Council of European Municipalities and Regions
7. Eurocities
8. Fedarene